# NGC 1383
NGC 1383 ist eine linsenförmige Galaxie vom Hubble-Typ SB0 im Sternbild Eridanus am Südsternhimmel. Sie ist schätzungsweise 83 Millionen Lichtjahre von der Milchstraße entfernt und hat einen Durchmesser von etwa 45.000 Lj. NGC 1383 ist Mitglied des Eridanus-Galaxienhaufens und gemeinsam mit NGC 1393 und PGC 13582 bildet sie die NGC 1393-Gruppe.
Im selben Himmelsareal befinden sich u. a. die Galaxien NGC 1391, NGC 1394, NGC 1402.
Das Objekt wurde am 11. Dezember 1835 von dem britischen Astronomen John Herschel entdeckt und später von dem dänischen Astronomen Johan Ludvig Emil Dreyer im New General Catalogue verzeichnet.